# Mu (Kontinent)

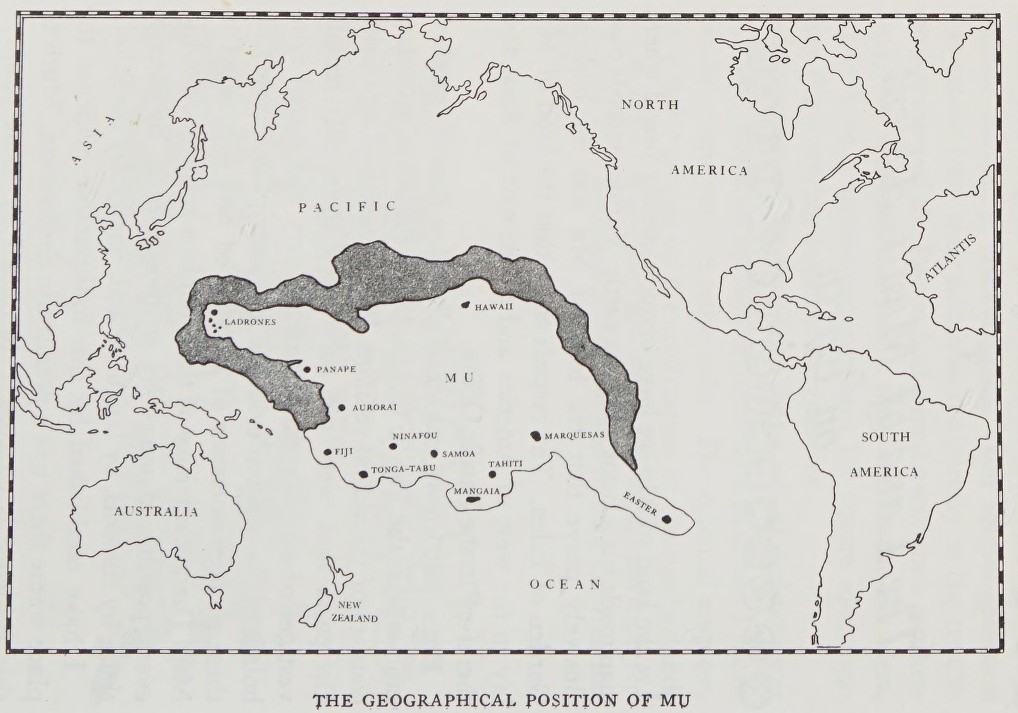
Die hypothetischen Kontinente Mu und Atlantis nach James Churchward

Mu ist ein sagenhafter Kontinent, der je nach Autor meist im Pazifik, aber auch im Atlantik verortet wird. Ähnlich wie Atlantis soll dieser Kontinent während einer rezenten Periode der Erdgeschichte in den Meeresfluten verschwunden sein.
Zur Ausdehnung dieser vermeintlichen Landmasse existieren unterschiedliche Vorstellungen. Allgemein wurde von Anhängern dieser Hypothese vorausgesetzt, Mu habe sich zur Zeit seiner größten Ausdehnung im Westen von den Gewässern, die an das heutige Ostchinesische Meer grenzen, bis in den östlichen Pazifik hinein erstreckt, und im Süden bis zur Osterinsel.

## Ideengeschichte
Die Vorstellung, es habe einen versunkenen Kontinent namens Mu gegeben, geht zurück auf die Arbeiten des französischen Historikers, Ethnologen und Archäologen Charles Étienne Brasseur de Bourbourg im 19. Jahrhundert, der sich allerdings auf Platons Atlantis bezog, das er im westlichen Atlantik verortete. Da er die alten Texte der Quiché und Maya nur mit Hilfe des unzureichenden Landa-Alphabets entzifferte, meinte er irrigerweise, ihnen den Begriff Mu entnehmen zu können. Ein katastrophistisches Szenario zum Untergang des putativen Kontinents lieferte Brasseur erst in seiner letzten Veröffentlichung, einer Arbeit mit dem Titel Chronologie historique des Mexicains (1872). Darin identifizierte er unter Bezugnahme auf den aztekischen Codex Chimalpopoca vier Perioden weltweiter Kataklysmen, die um etwa 10.500 v. Chr. begonnen haben sollen und die er auf Verschiebungen der Erdachse zurückführte.
Wenig später griff auch der Fotograf, Schriftsteller und Amateur-Archäologe Augustus Le Plongeon die Vorstellung eines im Atlantik versunkenen Mu auf. Le Plongeon, der die Maya-Ruinen von Yucatán untersuchte und ab 1875 gemeinsam mit seiner Gattin Alice Dixon Le Plongeon die ersten systematischen Ausgrabungen der Relikte von Chichén Itzá vornahm, meinte auf Grundlage der – äußerst zweifelhaften – Sprachforschungen von Diego de Landa sowie mit Hilfe der ebenfalls auf Landas Fehldeutungen basierenden Arbeiten Brasseurs, alte Maya-Aufzeichnungen (einen Teil des Codex Tro-Cortesianus) entschlüsselt zu haben, in denen vom versunkenen Land Mu die Rede sei. Diese Aufzeichnungen wiesen angeblich darauf hin, dass die Maya-Zivilisation ein weitaus höheres Alter aufweise als jene der Ägypter. Gegründet worden sei sie durch Überlebende des Untergangs des von ihm vermuteten Kontinents.

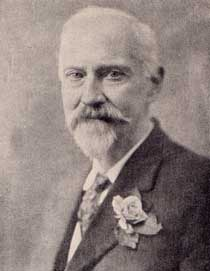
James Churchward (1851–1936)

Der britische Erfinder, Bauingenieur, Schriftsteller und Weltenbummler James Churchward, ein jüngerer Zeitgenosse und Bekannter Le Plongeons, war schließlich der erste Autor, der in diversen Abhandlungen und Büchern (siehe: Literatur) die Idee eines pazifischen Mu präsentierte und populär machte. Angeblich hatte ein indischer Priester uralte Täfelchen gezeigt, die darauf hindeuteten. Hawaii sowie alle heutigen Pazifik-Inseln seien, so Churchward, vormalige Berggipfel und Überreste dieses versunkenen Kontinents, der vor etwa 50.000 bis 25.000 Jahren im Verlauf wiederholter kataklysmischer, u. a. durch den Einsturz gewaltiger unterirdischer Höhlen verursachter Erdbeben zerbrochen und versunken sei. Bei der größten dieser Katastrophen sollen ca. 64 Millionen Menschen ums Leben gekommen sein. Auf diese angebliche, von Churchward als 'Naacal' bezeichnete Urkultur hatte sich vor ihm bereits Le Plongeon bezogen. Wie jener behauptete auch Churchward (1926), die Zivilisation des Alten Ägyptens stamme letztlich von den Naacal ab. So erläuterte er, der Name des ägyptischen Sonnengottes Ra sei ein Begriff aus der vermeintlichen Nacaal-Sprache, in welcher 'Rah’ sowohl eine Bezeichnung für die Sonne als auch für ihren Gott und Herrscher gewesen sei.
Auch wenn Churchwards Veröffentlichungen und Vorstellungen zum Thema 'Mu' – wie schon zuvor die Le Plongeons – in wissenschaftlichen Kreisen auf Ablehnung oder Desinteresse stießen und lediglich bei esoterischen Autoren völlig kritiklose Zustimmung fanden, blieb die Vorstellung einer im Pazifik versunkener Landmasse und einer darauf beheimateten Urkultur weiterhin populär. Bereits 1924 hatte der schottisch-neuseeländische Universitätsprofessor John Macmillan Brown, ein Philologe, vermutet, die megalithischen Strukturen auf vielen Inseln des Pazifikraums stellten einen deutlichen Hinweis auf die vormalige Existenz einer uralten Hochkultur sowie auf eine sehr spät versunkene Landmasse dar, auf welcher diese Kultur beheimatet gewesen sei. In den späten 1930er Jahren ließ dann Mustafa Kemal Atatürk, der Begründer der heutigen Türkei, intensiv nach Mu forschen, wie in einigen türkischen Publikationen veröffentlicht wurde. Ziel von Atatürk war es, die Hintergründe für die vermeintlichen Parallelen der Ursprungskultur der Turkvölker mit den zahllosen indianischen Kulturen, wie den Azteken und Mayas, auf dem amerikanischen Kontinent zu ermitteln.
Von späteren Anhängern der Mu-Hypothese – der Annahme einer großen, versunkenen Landmasse im Pazifik und darauf beheimateter Urkultur – wird darauf hingewiesen, dass auch das Book of the Hopi aussage, es habe im Pazifik einst ein solcher Kontinent gelegen, den die nordamerikanischen Hopi Kásskara nennen. Nikolai Zhirov erwähnt unter Bezugnahme auf Thor Heyerdahl eine Legende der Osterinsel-Bewohner, der zufolge ein Riese namens Uwoke in einem Wutausbruch den Untergang eines großen Kontinents verursacht habe, dessen Überrest die Osterinseln seien. Neben solchen mythologischen Indizien werden zur Stützung dieser Hypothese aber auch – wie bereits von Macmillan Brown – linguistische Argumente vorgebracht, und es wird zudem auf die Entdeckung ca. 9.000 bis 7.000 Jahre alter Spuren z. T. intensiver Landwirtschaft mit ausgedehnten Kanalsystemen im Hochland von Neuguinea verwiesen. Auftrieb bekam die Mu-Hypothese zu Beginn der 1990er Jahre auch durch die Veröffentlichungen des Meeresgeologen Masaaki Kimura zum so genannten Yonaguni-Monument, einer seit Jahrtausenden überfluteten – vermutlich natürlich entstandenen, aber vormals von Menschen bearbeiteten und genutzten – Felsstruktur vor der heutigen Küste der japanischen Insel Yonaguni.

## Literarische und filmische Adaptionen
Das Thema des untergegangenen Kontinents Mu wird aufgegriffen in dem japanischen Science-Fiction-Film U 2000 – Tauchfahrt des Grauens von Honda Ishirō, in dem die immer noch auf dem Meeresboden wohnenden Bewohner von Mu versuchen, die Überwasser-Welt zu erobern. Auch in James Rollins Roman Im Dreieck des Drachens tauchen Mu und seine Bewohner auf, dort allerdings ist der Kontinent bereits vor langer Zeit im Meer versunken.
Im Cthulhu-Mythos spielt Mu eine gewisse Rolle als eine der ersten Zivilisationen, über die verschiedene kosmische „Gottheiten“ herrschten. Dies wird in unterschiedlichen Geschichten von H. P. Lovecraft und Robert E. Howard geschildert.
In der Popkultur spielt der Name des sagenhaften Kontinents ebenfalls gelegentlich eine Rolle: Etwa in Illuminatus! von Robert Anton Wilson und Robert Shea, in Videospielen, wie den Super-Nintendo-Spielen Terranigma, in dem es als Insel auftaucht, und Illusion of Time, sowie den Texten der englischen Musiker The KLF oder der Schweden Therion.
Der Disney-Zeichner Massimo DeVita verfasste die 63-seitige Geschichte Der geheimnisvolle Kontinent Mu, veröffentlicht im Lustigen Taschenbuch Nr. 141 (Buchtitel: Der Tiger von Masalia).
Hugo Pratt verarbeitete den Mythos Mu in seiner Comic-Serie Corto Maltese unter dem Titel Das Reich Mu (Carlsen Comic 1997, vergriffen; farbige Neuauflage Kult Editionen, 2008).
In dem Anime Rahxephon gibt es ebenfalls das Volk von Mu.
Im Jahr 2006 erscheint der Spirou-und-Fantasio-Sonderband Les géants pétrifiés (Yoann/Vehlmann, 58 Seiten, dt. Die steinernen Riesen), in dem die Suche nach Mu als Wettrennen zwischen zwei verfeindeten Archäologengruppen geschildert wird. Die Bewohner von Mu sind an den Mosasaurus camperi erinnernde Fischechsen, Mu selbst ein gigantischer heiliger Friedhof dieser Geschöpfe.
Die Figur Tao aus der französisch-japanischen TV-Serie „Die geheimnisvollen Städte des Goldes“ ist der letzte Nachfahre des Volkes von Mu.
In der Apocalypsis-Trilogie (Teil 2) des deutschen Autors Mario Giordano spielt das Volk der Mu ebenfalls eine zentrale Rolle. Der Titelfigur Peter Adam wird durch Methoden der Mu das Leben gerettet.